# Leda Antinori
Leda Antinori (Fano, 17 febbraio 1927 – Fano, 3 aprile 1945) è stata una partigiana e antifascista italiana.

## Biografia
Nata e cresciuta in una famiglia antifascista (il padre Emiliano diceva di essere comunista e non prese mai la tessera del PNF) che produceva e commercializzava tessuti in lana, oltre a vendere legna da ardere e carbone dell’entroterra, Leda frequentò la scuola fino alla quarta elementare, lasciando gli studi per apprendere il mestiere di sarta ed aiutare in questo modo la famiglia; ancora sedicenne, si iscrisse al partito comunista ed entrò a far parte del GAP di Pesaro e della SAP di Fano (5ª Brigata Garibaldi "Pesaro").
Assieme alla madre, alla sorella Iva e ad altre donne, iniziò a produrre indumenti per i partigiani che operavano sugli Appennini; nello stesso tempo, iniziò la sua attività di staffetta, capo servizio collegamento del gruppo di comando che trasportava ordini, messaggi, viveri, armi e stampa clandestina, lungo la vallata del Metauro fino alla Gola del Furlo, divenendo anche responsabile dei Gruppi di difesa della donna (GDD).
Venne arrestata ancora diciassettenne dai tedeschi il 20 luglio 1944, tra Sant'Andrea in Villis (dov’era sfollata con la famiglia) e Fenile, località alla periferia di Fano, mentre sta effettuando un trasporto d'armi; si lasciò catturare per salvare i compagni che erano con lei, permettendo loro di fuggire. Condotta dapprima a Carignano, poi a Novilara e da qui, sempre lo stesso giorno, presso il comando delle SS a Mondolfo - dove nonostante gli estenuanti interrogatori e messa a confronto anche con la sorella Iva che collaborava anch’essa coi partigiani - venne rilasciata qualche giorno più tardi, senza aver rivelato alcun nome. Riportata nuovamente a Novilara assieme a Magda Minciotti, di appena 15 anni, con la quale condivide la carcerazione, durante un colloquio col padre che le fa visita, fu avvisata che i partigiani preparavano un colpo di mano per liberarla, ma lei si oppose per timore di rappresaglie e ritorsioni nei confronti dei civili del luogo e dei familiari; i primi di agosto fu quindi trasferita nelle carceri di Forlì e dopo qualche giorno in quelle di Bologna dove venne condannata a morte per fucilazione.
In seguito al bombardamento che il 12 ottobre 1944 colpì le carceri bolognesi delle Caserme Rosse, riuscì a scappare, iniziando una travagliata fuga attraverso l'Emilia-Romagna, senza riparo e vestiti che la protegessero dal freddo. Trovò ospitalità presso una famiglia di contadini delle campagne di Faenza e riprese a fare la staffetta. Nell’avanzare del fronte, un altro bombardamento uccise tutti i componenti della famiglia che la ospitava; si rifugiò quindi a Castel Raniero, presso l’ospedale, dove curò alcuni partigiani feriti. Riprese dunque la via del ritorno e arrivata nel forlivese, zona già liberata, venne arrestata dalle truppe polacche, che la liberano una quindicina di giorni più tardi, solo quando fu riconosciuta da un partigiano slavo.
Il 20 dicembre 1944 fece finalmente ritorno a Fano (la città era stata liberata dalla 3ª Divisione "Carpazi" pochi mesi prima, il 27 agosto) nella sua casa di via Fanella, fortemente provata, con addosso ancora i vestiti estivi di quando era stata arrestata cinque mesi prima e una giacca donatale dai contadini. Sofferente, con capelli e denti mancanti, febbre alta e tosse, provò a scrivere un diario di memorie, dettandolo alla sorella Iva, ma non riuscì a portarlo a termine.
Morì di meningite tubercolare, appena diciottenne, presso l’ospedale “Santa Croce” dov’era ricoverata da un mese. Era il 3 aprile 1945, due giorni dopo Pasqua e al funerale partecipò una nutrita e commossa folla.

## Il ricordo
La Commissione regionale marchigiana per il riconoscimento della qualifica di partigiano (Ricompart) la riconobbe come partigiana combattente con il grado di sottotenente, per aver “partecipato alle operazioni di guerra svoltesi in territorio metropolitano”. Nel centro storico della città di Fano il suo nome è ricordato, assieme a quello di altri 11 partigiani, sulla lapide affissa nel 1947 alla facciata del municipio.
Nel dopoguerra il Partito Comunista Italiano intitolò una delle proprie cellule, composta di militanti donne, alla memoria di Leda Antinori.
Nel 2011 l'ANPI di Fano le ha intitolato la nuova sezione ricostituita, precedentemente intitolata a Giannetto Dini e chiusa da diversi anni; il comune di Fano ha inoltre intitolato alla giovane partigiana una via cittadina.